# Ruislip
Ruislip is een wijk in het Londense bestuurlijke gebied Hillingdon, in de regio Groot-Londen.
Ten zuiden van de wijk ligt een vliegveld van de Royal Air Force.
Ten noorden van de wijk liggen drie bossen, Park Wood, Copse Wood en Mad Bess Wood. Tussen de bossen ligt een meer (Ruislip Lido) met het enige smalspoor in Groot-Londen.

## Geboren

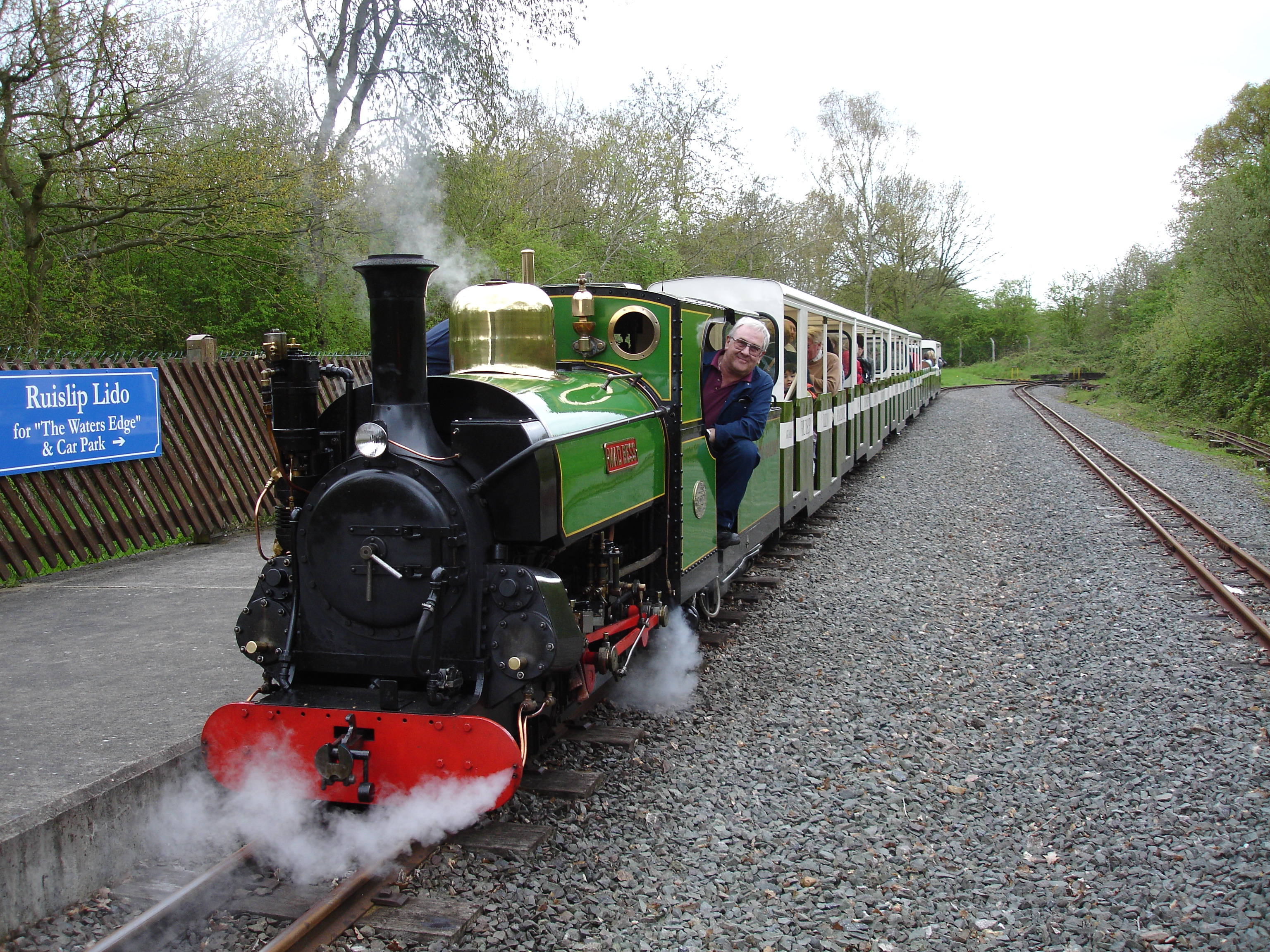
Trein op het smalspoor naar Ruislip Lido, op station Woody Bay.

- Andy Serkis (1964), acteur